# Claudio Marcelo García
Claudio Marcelo García (n. 15 de febrero de 1970, Energía, Provincia de Buenos Aires), más conocido como "El Novillo García" es un exfutbolista argentino que jugaba de delantero. Se destacó jugando para Huracán de Tres Arroyos, club con el que logró el ascenso a Primera División en 2004 y donde convirtió 285 goles y jugó más de 400 partidos. Su último club fue Sol de Mayo de Viedma del Torneo Federal B.

## Trayectoria
Comenzó su carrera en Huracán de Necochea, pero se destacó jugando para Huracán de Tres Arroyos, donde es ídolo y considerado para algunos el mejor jugador de la historia de este club, donde jugó 425 partidos y convirtió 285 goles, transformándose así en el máximo anotador de la institución tanto en torneos locales como nacionales. Es el máximo goleador de la B Nacional desde el año 2001 en adelante.
En total en su carrera lleva cerca de 700 partidos jugados con casi 400 goles.
Su primer retiro del fútbol fue el 17 de agosto de 2008 jugando para Huracán de Tres Arroyos, en un partido homenaje que se jugó en el estadio Roberto Lorenzo Bottino.
En noviembre de 2012 la dirigencia de Huracán de Tres Arroyos analizo el posible regreso como futbolista para afrontar el Torneo Argentino B, pero al final no se concretó.
Después de unos años jugando en la Liga de fútbol de veteranos de Tres Arroyos, en 2013 regresó al fútbol oficial jugando para San Martín de Coronel Dorrego. Su último club fue Sol de Mayo de Viedma, que milita en el Torneo Argentino B.
Finalmente, participó en un partido a beneficio de las personas con ansiedad organizado por Lautaro Aued & friends.

## Clubes
| Club                          | País      | Año         |
| ----------------------------- | --------- | ----------- |
| Huracán de Necochea           | Argentina | 1986 - 1987 |
| Alumni de Orense              | Argentina | 1988        |
| San Martín de Chaves          | Argentina | 1989        |
| Huracán de Tres Arroyos       | Argentina | 1990        |
| Ferro de Olavarría            | Argentina | 1990 - 1991 |
| Quilmes de Tres Arroyos       | Argentina | 1992        |
| Boca de Tres Arroyos          | Argentina | 1992 - 1993 |
| Santamarina de Tandil         | Argentina | 1993 - 1994 |
| Huracán de Tres Arroyos       | Argentina | 1994        |
| Aldosivi de Mar del Plata     | Argentina | 1995 - 1996 |
| Brown de Arrecifes            | Argentina | 1997        |
| Real Jaén                     | España    | 1998        |
| Huracán de Tres Arroyos       | Argentina | 1998 - 2008 |
| San Martín de Coronel Dorrego | Argentina | 2013        |
| Club Sol de Mayo              | Argentina | 2015        |

## Goles en Huracán de Tres Arroyos
- Torneos locales: 134 goles en 123 partidos (promedio 1,07 por partido).
- Torneo Regional 1994: 7 goles en 4 partidos (1,75).
- Argentino B: 35 goles en 34 partidos (1,03 por partido).
- Argentino A: 53 goles en 67 partidos (0,65 por partido).
- Nacional B: 72 goles en 159 partidos (0,45 por partido).
- Primera División (Todos en promoción): 4 goles en 28 partidos (0,25 por partido).
- Total: 324 goles en 425 partidos (0,67 por partido).

## Palmarés
| Título                     | Club                    | País      | Año  |
| -------------------------- | ----------------------- | --------- | ---- |
| Torneo Argentino A         | Brown de Arrecifes      | Argentina | 1997 |
| Torneo Argentino B         | Huracán de Tres Arroyos | Argentina | 1999 |
| Torneo Argentino A         | Huracán de Tres Arroyos | Argentina | 2001 |
| Ascenso a Primera División | Huracán de Tres Arroyos | Argentina | 2004 |